# Суецки канал
Суецки канал (арап. قناة السويس qanāt as-suwēs) вештачки је канал на нивоу мора у Египту дужине 163 km између Средоземног и Црвеног мора, који раздваја афрички од азијског континента и због тога је најближа поморска веза између западне и источне Земљине хемисфере. Велика стратешка важност Суецког канала за Запад постаје још јаснија у светлу чињенице да је најважнији танкерски пловни пут за снабдевање Европе блискоисточном нафтом. Суецки канал носи име по граду Суец који се налази у региону. Суец (арапски لسويس ) је град-лука који броји око 497.000 становника. Налази се у Египту, у заливу.
Председник Египта Гамал Абдел Насер национализовао је канал 1956. Због тога су Француска, Уједињено Краљевство и Израел извршили инвазију 1956. У том сукобу било је потопљених бродова, па је канал био затворен до априла 1957. Уједињене нације су одржавале неутралност канала и Синаја. Град је био потпуно уништен и напуштен након Арапско-израелског сукоба 1967. године. Поново је изграђен и канал је отворен за поморски саобраћај 1975. године.
Модерни Суецки канал је конструисала Суецка канална компанија између 1859 и 1869, и био је званично отворен 17. новембра 1869. Пројектовао га је француски инжењер Фердинанд де Лесепс. Канал омогућава бродовима краће путовање између северног Атлантика и северног Индијског океана преко Медитерана и Црвеног мора чиме се избегава јужни Атлантик и јужни Индијски океан, и тиме се скраћује путовање за приближно 7.000 km (4.300 mi). Канал се протеже од северног краја код Порт Саида до јужног краја код Порт Тевфика код града Суец. Његова дужина је 193,30 km, укључујући северне и јужне прилазне канале. Године 2012, 17.225 пловила је прошло кроз канал (47 на дан).
Оригинални канал је био једнопловити водени пут са локацијама за мимоилажење у Балаховој обилазници и Великом горком језеру. Он не садржи преводнички систем, тако да морска вода слободно пролази кроз њега. Генерално, канал северно од Горких језера тече северно зими и јужно лети. Јужно од језера, смер протока се мења са Суецком плимом.
Канал поседује и одржава Суецка канална управа (SCA) из Египта. Према Константинопољској конвенцији, канал може користити „у времену рата као и у времену мира свако трговачко или ратно пловило, без разликовања заставе”.
У августу 2014, започети су радови на проширењу Балахове обилазнице 35 km ради скраћивања времена пролаза кроз канал. Очекује се да ће ова експанзија удвостручити капацитет Суецког канала са 49 на 97 бродова дневно. Са ценом од $ 8,4 милијарди, овај пројекат је финансиран путем каматно инвестиционих цертификата који су искључиво издати египатским ентитетима и појединцима. „Нови Суецки канал”, како је експанзија била названа, је био отворен великом церемонијом 6. августа 2015.
Дана 24. фебруара 2016, Суецка канална управа је званично отворила нови помоћни канал. Тај помоћни канал, лоциран на северној страни источне екстензије Суецког канала, опслужује Источни терминал при привезивању и раздвајању бродова са терминала. Како је Источни контејнерски терминал лоциран у самом каналу, пре изградње новог помоћног канала није било могуће да се привезивање и раздвајање врши у терминалу док пролази конвој.

## Претече
Древни западно-источни канали су изграђени да би олакшало путовање од реке Нила до Црвеног мора. Верује се да је један мањи канал био конструисан под окриљем Сенусрета II или Рамзеса . Још један канал, који је вероватно садржао порцију првог, је био изграђен под владавином Нека , док је једини потпуно функционалан канал пројектовао и комплетирао Дарије .

### 2. миленијум п. н. е.
Легендарни Сесострис (вероватно било фараон Сенусрет II или Сесострис  из Дванаесте египатске династије) вероватно је почео рад на древном каналу којим се спаја Нил с Црвеним морем (1897. п. н. е. – 1839. п. н. е.), кад је иригациони канал био направљен око 1850. п. н. е. који је био плован током сезоне поплава, и који је водио у суву речну долину источно од делте реке Нил звану Вади Тумелат. (Сматра се да је у древна времена Црвено море досезало на север до Горких језера и језера Тимсах.)
У својој Метеорологији, Аристотел је писао:
Један од њихових краљева покушао је да направи канал до мора (јер би им то давало знатну предност, да им цео регион буде плован; речено је да је Сесострис био први од древних краљева да то покуша), али је нашао да је море више од копна. Стога је прво он, и Дарије касније, престао с прављењем канала, да се не би море мешало са речном водом и кварило је.
Страбон је поменуо да је Сесострис почео да гради канал, а Плиније Старији је писао:
165. Затим долази племе принцезе Тиро, и лука Данеои, од које је Сесострис, краљ Египта, намеравао да изгради бродски канал до места где Нил утиче у оно што је познато као делта; то је растојање од преко 60 mi (97 km). Касније је Персијски краљ Дарије имао исту идеју, као и након њега Птолемеј , који је направио ров ширине 100 стопа, 30 стопа дубок и око 35 mi (56 km) дуг, све до Горких језера.
У другој половини 19. века, француски картографи су открили остатке древних канала који су се пружали у правцу север–југ од источне стране језера Тимсах и ишли до близине северне обале Великог горког језера. Утврђено је да се ради о каналу који је изграђен под надзором персијског краља Дарија I, пошто је његова стела којом се обележава изградња пронађена у близини канала. У 20. веку северна екстензија тог древног канала је откривена, која се пружала од језера Тимсах до језера Балах. Овај секција канала је датирана на еру Средњег краљевства путем екстраполације датума древних градова дуж његовог курса.
Рељефи Пунтске експедиције под Хатшепсутом, 1470. п. н. е, приказују морска пловила са експедиционом силом која се враћа из Пунта. То сугерише да је пловна веза постојала између Црвеног мора и Нила. Недавне екскавације у Вади Гавасису индицирају да је Египатски поморска трговина вероватно започињала од Црвеног мора и да за то није био неопходан канал. С друге стране докази индицирају његово постојање до доба Рамзеса  13. веку п. н. е.

### Канали које су правили Нехо, Дарије I и Птолемеј
Остаци древног канала у правцу запад–исток кроз градове старог Египта Бубастис, Аварис, и Питом су открили Наполеон Бонапарта и његови инжењери и картографи 1799. године.
Према Историјама грчког историчара Херодота, око 600. п. н. е, Неко  је предузео изградњу канала у правцу запад-исток кроз Вади Тумилат између Бубастиса и Питома, а могуће је да је канал настављен до Херуполитног залива и Црвеног мора. Упркос тога, познато је да Неко никад није завршио свој пројекат.
Херодоту је било речено да је 120.000 људи страдало у том подухвату, али је та цифра несумњиво претерана. Према Плинију Старијем, Некова екстензија канала је била око 57 енглеских миља дуга, што је једнако укупном растојању између Бубастиса и Великог горког језера, дозвољавајући за кривудање кроз долине. Дужина о којој Херодот говори, од преко 1000 стадија (i.e., преко 114 mi (183 km)), мора се разумети да обухвата целокупно растојање између Нила и Црвеног мора у то време.
Са Нековом смрћу, радови су прекинути. Херодот наводи да је разлог за напуштање пројекта било упозорење примљено од пророка да би други могли да имају користи од његовог успешног окончања. Неков рат са Набукодоносором II је највероватније спречио наставак рада на каналу.
Неков пројекат је завршио Дарије I од Персије, који је владао Старим Египтом након што је његов претходник Камбиз II покорио ту земљу. Могуће је да је до Даријевог времена природни водени пролаз, који је постојао између Херуполитског залива и Црвеног мора у близини Египатског града Шалуфа (alt. Chalouf или ), лоцираног непосредно јужно од Великог горког језера, постао блокиран наносима које је Даријус морао да уклони да би се поново омогућила пловидба. Према Херодоту, Даријев канал је био довољно широк да су две тријере могле да се мимоиђу са испруженим веслима, и било је потребно четири дана да се пређе. Дарије је овековечио своје достигнуће бројним гранитним стелама које су постављене на обале Нила, укључујући једну поред Кабрета, и једну на неколико миља северно од Суеца. Даријеви натписи гласе:
Рекао је краљ Дарије: Ја сам Персијац. Запутивши се из Персије, освојио сам Египат. Ја сам наредио да се овај канал ископа од реке која се назива Нил, која тече у Египту, до мора које почиње у Персији. Кад је канал био ископан као што сам наручио, бродови су ишли из Египта преко овог канала у Персију, кад што сам ја намеравао.— Даријев натпис
Канал је напуштао Нил код Бубастиса. Један натпис на стубу код Питома бележи да је у 270 или 269 п. н. е, канал био поново отворен, по заповести Птолемеја II Филаделфа. У Арсиноу, Птолемеј је конструисао навигацијску капију, са уставама, код Херуполитског залива Црвеног мора, које су омогућавале пролаз пловила, али су спречавале мешање слане воде Црвеног мора са свежом водом канала.

### Повлачење Црвеног мора и нестајање Нила
Неки историчари сматрају да се Црвено море постепено повлачило током векова, при чему се његова обала помицала на југ од језера Тимсах и Великог горког језера. Заједно са постојаном акумулацијом Нилског муља, одржавање и поправљање Птолемејовог канала су постајали све тежи током сваког следећег века.
Две стотине година након конструкције Птолемејовог канала, изгледа да Клеопатра није имала више западно–источни водени пролаз, пошто је Пелузијска грана Нила, која је хранила Птолемејски западно–источни канал, до тог времена била загушена муљем.

### Стари Каиро до Црвеног мора
До 8. века, пловни канал је постојао између Старог Каира и Црвеног мора, али се извештаји разликују у погледу тога ко је наредио његову изградњу Трајан или Амр ибн ел Ас, или Омар Велики. Постоје тврдње да је овај канал био повезан са реком Нилом код старог Каира и да се завршавао у близини модерног Суеца. Географски трактат Дикуилида наводи конверзацију са енглеским монархом, Фиделисом, који је пловио каналом од Нила до Црвеног мора током ходочашћа према Светој земљи у првој половини VIII века.
Сматра се да је абасидски калиф Ел Мансур наредио да се канал затвори 767. године да би се спречило снабдевање залихама арабијских клеветника.

### Ал-Хакимова поправка
Ел Хаким би Амр Алах је трврдио да је поново постојао пролаз од Каира до Црвеног мора, али само закратко, око 1000 године, пошто је убрзо „постао загушен песком”. Међутим, исто тако се тврди са су делови тог канала и даље бивали пуњени водом током годишњих поплава Нила.

### Концепција Венеције
Успешном пловидбом око југа Африке 1488. године је Бартоломео Дијас отворио директну поморску трговачку руту до Индије и зачинских острва, и заувек је променио баланс Медитеранске трговине. Један од најпроминентнијих губитника у новом уређењу, као бивши посредник, био је бивши трговачки центар Венеција.
Венецијански лидери, довезени до очаја, размишљали су о прокопавању воденог пута између Црвеног мора и Нила — антиципирајући Суецки канал пре скоро 400 година — да би поново довели поплаву луксузне трговине на своја врата. Али ово је остао сан.— 
Упркос уласка у преговоре Египатским владајућим Мамелуцима, млетачки план за изградњу канала је брзо сузбило османско освајање Египта 1517, предвођено султаном Селимом I

### Наполеоново откриће древног канала
Током Наполеонове инвазије на Египат и Сирију крајем 1798, Наполеон је био заинтересован за налажење остатака древних водених пролаза. Ово је кулминирало тиме што је група археолога, научника, картографа и инжењера претражила северни Египат. Њихови налази, записани у раду Опис Египта, обухватају детаљне мапе које приказују откриће древног канала који се простире северно од Црвеног мора, а затим иде на запад према Нилу.
Касније је Наполеон, који је постао француски цар 1804. године, размишљао о изградњи канала у правцу север-југ ради повезивања Медитерана са Црвеним морем. Али план је напуштен зато што је погрешно закључено да би водени пут захтевао преводнице за рад. Оне би биле веома скупе и требало би пуно времена да се направе. Ова одлука је била базирана на погрешном веровању да је Црвено море било 10 m више од Медитерана. Грешка је била резултат коришћења фрагментарних геометарских мерења извршених током ратног похода Наполеонове египатске експедиције. Године 1819 је Паша од Египта предузео извесне каналске радове.
Међутим, чак и крајем 1861, непловна древна рута коју је открио Наполеон од Бубастиса до Црвеног мора још увек је каналисала воду у појединим сегментима источно чак до Касасина.

## Историја
Историја Суецког канала је врло дуга, сеже још у стари век, у време Старог Египта. Документовано је постојање два прадавна канала који су олакшавали путовање између Нила и Црвеног мора. Један ужи канал изграђен је у време владавине Сесостриса III или Рамзеса . У други, дужи канал био је инкорпорисан и део првог, а био је смештен јужније. Грађен је у време владавине Нека ., међутим није довршен. То је пошло за руком тек персијском великом краљу Дарију I (511. п. н. е. до 486. п. н. е.). Према Херодоту, овај велики пројект узео је око 120.000 људских живота. Птолемејиди су га одржавали и даље побољшали.
Већ у време владавине Клеопатре канал је био делом засут песком, а извори не спомињу ништа значајно о каналу у време владавине Римљана. Након арапског освајања Египта канал је обновљен и кориштен је пре свега за превоз житарица, а већ у 8. веку канал је поново био неупотребљив. Данас још само слаби трагови указују на старо дело на којем су радили фараони, Персијци, Птолемејиди, римски цареви и арапски калифи.

### Канал у новом времену
Идеја о градњи канала није се изгубила ни у средњем веку, нити у новије време. Одређено занимање показивали су Млечани и Немци, али озбиљније радње везане уз канал предузео је тек Наполеон.
Наполеон је хтео да искористи Египат као мостобран за напад на Британску Индију, што би увелико било олакшано постојањем поморске везе између Средоземног и Црвеног мора. Међутим, резултати мерења показали су разлику у нивоима тих мора од готово 10 m, па се одустало од тога, а и Наполеон је 1801. морао да напусти Египат.
Барометријска мерења енглеских официра 1841. као и рад студијске групе Француза, Британаца и Аустријанаца 1846. године поуздано су доказали, да су разлике у нивоима ових мора занемариве.
Лесепс успева 1856. да добије од Високе Порте концесију за градњу канала и оснивање деоничког друштва Compagnie universelle du canal maritime de Suez. Друштво добија и права на кориштење канала на 99 година, након којих би канал постао египатски.

### Градња
Градња почиње 25. априла 1859. у Порт Саиду, на северном крају канала, и повезана је с огромним потешкоћама. Сав материјал, алат, машине, угаљ, гвожђе, дрво је требало допремити из Европе.
Године 1862. је од 1.800 камила у власништву компаније њих чак 1.600 кориштено сваки дан за допремање питке воде за 25.000 радника. Дневни трошкови само за допрему воде били су огромни, тако да је било неопходно прво саградити канал за допрему питке воде. То је довршено крајем 1863. године.
Градња канала праћена је низом потешкоћа. Поред непрекидних финансијских проблема, дошло је и до избијања колере. Од укупно 1,5 милиона радника, претежно Египћана, умрло је око 125.000, углавном од колере. Гамал Насер је на дан национализације Суецког канла (26. јула 1956.) у говору у Александрији поменуо да је умрло 120.000 Египћана.

## Економски значај
Највећу економску корист од канала имала су најснажнија поморско-трговачка предузећа из подручја Средоземља, јер су сад имала значајно бржу везу с Далеким истоком. Најзначајнији профит имао је Аустријски Лојд (Österreichische Lloyd), аустријско предузеће за поморску трговину, које доживљава знатну експанзију након отварања канала.

## Улога канала у политичким размирицама
Управљање каналом у почетку је било високо нерентабилно, и Египат се нашао пред банкротом, па 1875. влада Велике Британије преузима египатски део деоница у компанији и тиме стиче одлучујући утицај на канал. Отпор становништва утицају Британије резултирао је Урабијевом побуном, што је сузбијањем побуне (1882) довело до британске окупације Египта који је до тада био део Османског царства.
Иако је Конвенцијом из Константинопоља 1880. године Суецки канал проглашен неутралном зоном и прокламиран слободан пролаз трговинским и ратним бродовима, подручје канала било је већ у Првом светском рату предмет спора.
И након оснивања Краљевине Египта 1922. године, Велика Британија задржава контролу над подручјем канала, што потврђује уговором 1936. године. Власник и економски корисник канала, који је у међувремену постао врло профитабилан, и даље остаје Compagnie universelle du canal maritime de Suez.
Британска контрола задржала се и током Другог светског рата. Успели су да одбију нападе Италије 1940, као и немачки Афрички корпус у фебруару 1941. године.

## Египатско преузимање контроле над каналом
Национализација канала од стране Египта 26. јула 1956, 12 година пре истека времена на које је Друштво имало концесију, довело је до Суецке кризе, и канал остаје непроходан до априла 1957.
Десетак година касније (1967), блискоисточни сукоби поново доводе до затварања канала, а пловидба је обновљена тек у мају 1975. године.